# Diacavolinia
Diacavolinia är ett släkte av snäckor. Diacavolinia ingår i familjen Cavoliniidae.
Kladogram enligt Catalogue of Life:
| Diacavolinia | \| \| Diacavolinia deblainvillei \| \| \| \| \| \| Diacavolinia deshayesi \| \| \| \| \| \| Diacavolinia elegans \| \| \| \| \| \| Diacavolinia ovalis \| \| \| \| |
|              | \| \| Diacavolinia deblainvillei \| \| \| \| \| \| Diacavolinia deshayesi \| \| \| \| \| \| Diacavolinia elegans \| \| \| \| \| \| Diacavolinia ovalis \| \| \| \| |
|              | Cavolinia |
|              | |
|              | Clio |
|              | |
|              | Creseis |
|              | |
|              | Cuvierina |
|              | |
|              | Diacria |
|              | |
|              | Hyalocylis |
|              | |
|              | Styliola |
|              | |
|              | Diacavolinia deblainvillei |
|              | |
|              | Diacavolinia deshayesi |
|              | |
|              | Diacavolinia elegans |
|              | |
|              | Diacavolinia ovalis |
|              | |

|  | Diacavolinia deblainvillei |
|  |                            |
|  | Diacavolinia deshayesi     |
|  |                            |
|  | Diacavolinia elegans       |
|  |                            |
|  | Diacavolinia ovalis        |
|  |                            |